# Fang Xu
Fang Xu (14 januari 1984) is een Chinees voormalig professioneel wielrenner. Hij reed twee seizoenen voor Skil-Shimano, maar wist in die periode geen overwinningen te boeken.
Wielerploegen van Fang Xu
Abe ·
Doi ·
Fang ·
Goesinnen ·
Hirose ·
van Hummel ·
Jin ·
Kano ·
Langeveld ·
Martens ·
Meschenmoser ·
Nodera ·
Ouchi ·
Reinerink ·
Rooijakkers ·
Shinagawa ·
Tjallingii ·
Tsuji ·
Vierhouten · 
Wallaard ·
Weissinger · 
Yamamoto · 

Deroo (stagiair) 
Abe ·
Bacquet ·
den Bakker ·
Deroo ·
Doi ·
Fang ·
Goesinnen ·
Hirose ·
van Hummel ·
Ji · 
Jin ·
Kano ·
Lhotellerie ·
Martens ·
Meschenmoser ·
Müller · 
Nodera ·
Ouchi ·
Rooijakkers ·
Shinagawa ·
Timmer ·
Tjallingii ·
Tsuji ·
Vierhouten · 
Yamamoto · 
Hupond (stagiair) 